# Préconscient
 (avril 2021).
Si vous disposez d'ouvrages ou d'articles de référence ou si vous connaissez des sites web de qualité traitant du thème abordé ici, merci de compléter l'article en donnant les références utiles à sa vérifiabilité et en les liant à la section « Notes et références ».

Diagramme représentant les différents systèmes psychiques selon la métapsychologie de Freud.

Dans la métapsychologie de Sigmund Freud, le préconscient désigne une instance équivalente à la mémoire. On peut rencontrer ce terme abrégé en pcs.

## Histoire du concept
C'est le philosophe Eduard Von Hartmann qui popularise le terme de « préconscient » dans sa Philosophie de l'Inconscient, parue en 1868. Le concept semble avoir été forgé au départ par Ignaz Paul Vital Troxler durant la première décennie du XIXe siècle pour décrire le très bas niveau de conscience du corps biologique, à la limite de l'inconscient. 
En 1896, Freud reprend ce terme alors qu'il travaille à la notion d'appareil psychique. Il l'utilise également dans l'Interprétation des rêves et plus tard dans Le Moi et le Ça.

## Préconscient et première topique
Comme substantif, le préconscient est, avec l'inconscient et le conscient, l'un des systèmes psychiques. Comme adjectif, un contenu préconscient désigne une représentation accessible au conscient.
Dans la première topique, le préconscient est rattaché à la conscience et suit des règles similaires. La mémoire connaît donc le temps et peut lier « mots » et « choses », à la différence du système inconscient.

## Préconscient et mémoire
Le préconscient est la partie superficielle de l'appareil psychique qui se trouve à la périphérie du champ de la conscience et lui reste immédiatement accessible. Le contenu du préconscient est soumis à la censure du Surmoi qui filtre les pulsions et instincts de l'inconscient en autorisant seulement l'émergence des éléments satisfaisants pour le Moi idéal[pertinence contestée].